# Горната кория
Вижте пояснителната страница за други значения на кория.
Горната кория е резерват, разположен в Берковска планина, Стара планина, България.

## Основаване и статут
Обявен е за резерват с обща площ 161 хектара със Заповед No. 508 на Министерството на горите и горската промишленост от 28.03.1968 година, за да се запазят редките за Стара планина смърчови и смърчово-елови гори, както и единствената популация на глухари в Северна България.
Резерватът е същевременно и вододайна зона.

## География
Разположен е върху северните склонове на Западна Стара планина в подножието на връх Ком. Общата му площ е 161 хектара, от която 146,1 ха залесени и 14,9 ха незалесени. Намира се на надморска височина от 1100 до 1700 м (средно 1500 м) със северно, северозападно и североизточно изложение.

## Флора
Дървесната растителност в него е представена от елитни букови (160-годишни), смърчови и елови насаждения (единично се срещат явор и ясен), с частично покритие на клек под смърчовите насаждения в близост до горната граница на гората.

## Фауна
Животинският свят е представен от сърни, диви свине, вълци, лисици, диви котки и рядко глухари (единични токовища, застрашен вид).